# قرار مجلس الأمن التابع للأمم المتحدة رقم 1717
قرار مجلس الأمن التابع للأمم المتحدة رقم 1717، المتخذ بالإجماع في 13 أكتوبر 2006. بعد الإشارة إلى القرارات 955 (1995) و1165 (1998) و1329 (2000) و1411 (2002) و1431 (2002) و1449 (2002) و1503 (2003) و1534 (2004) بشأن رواندا، مدد المجلس فترات قضاة مؤقتين في المحكمة الجنائية الدولية لرواندا.

## القرار

### أعمال
تم تمديد فترات عمل القضاة المخصصين الـ 18 التالية أسماؤهم حتى 31 ديسمبر 2008:
- أيدين سيفا أكاي (تركيا)
- فلورنس ريتا آري (الكاميرون)
- سولومي بالونغي بوسا (أوغندا)
- روبرت فريمر (جمهورية التشيك)
- تغريد حكمت (الأردن)
- كارين هوكبورغ (السويد)
- فاجن جونسن (الدنمارك)
- جبيرداو غوستاف كام (بوركينا فاسو)
- فلافيا لاتانزي (إيطاليا)
- كينيث ماشين (المملكة المتحدة)
- جوزيف إدوارد تشيوندو ماسانشي (تنزانيا)
- تان سري داتو قمر الدين (ماليزيا)
- لي غاكويغا موثوغا (كينيا)
- سيون كي بارك (كوريا الجنوبية)
- مباراني مامي ريتشارد راجونسون (مدغشقر)
- إميل فرانسيس شورت (غانا)
- ألبرتوس هنريكوس يوهانس سوارت (هولندا)
- أورا غويرا دي فيلالاز (بنما)

طُلب من الدول أن تضمن إتاحة مواطنيها الذين يعملون كقضاة في المحكمة الجنائية الدولية لرواندا للعمل حتى 31 كانون الأول / ديسمبر 2008

## روابط خارجية
- نص القرار في undocs.org